# Сумарні зобов'язання до активів
Показник Сумарні зобов'язання до активів (TD / TA) демонструє, яка частка активів фінансується за рахунок позикових коштів, незалежно від джерела та яка частка активів підприємства фінансується за рахунок довгострокових позик.
Розраховується за формулою:
TD / TA = (Довгострокові зобов'язання + Поточні зобов'язання) / Сумарний актив
Рекомендовані значення: 0.2 — 0.5
Згідно з міжнародними стандартами бізнес-планування застосовується як один з фінансових показників ефективності бізнес-планів